# 封祥
封祥 （1404年—？），字慶和，四川敘州府珙縣人，軍籍，明朝政治人物。

## 生平
三月初三日生，行四，由縣學生中式四川鄉試第三名舉人，年三十歲中式宣德八年（1433年）癸丑科會試第二十五名，第三甲第三十六名進士。正統二年二月授行人司行人。

## 家族
曾祖封守道，元朝任學正；祖封德先，任經歷；父封純；母白氏。具慶下。兄麒；麟；鳳，弟恕。